# Pseudantiora rufescens
Pseudantiora rufescens är en fjärilsart som beskrevs av William Schaus 1906. Pseudantiora rufescens ingår i släktet Pseudantiora och familjen tandspinnare. Inga underarter finns listade i Catalogue of Life.